# Quickly... spari e baci a colazione
Pour plus de détails, voir Fiche technique et Distribution.
Quickly... spari e baci a colazione est un film d'aventures italien réalisé par Alberto Cavallone et sorti en 1971.

## Fiche technique
- Titre original italien : Quickly... spari e baci a colazione[1] (litt. « Vite... des coups de feu et des baisers au petit déjeuner »)
- Réalisateur : Alberto Cavallone
- Scénario : Alberto Cavallone, Guido Leoni, Mario Imperoli
- Photographie : Maurizio Centini
- Montage : Alberto Cavallone (sous le nom de « Mister X »)
- Musique : Franco Potenza (it)
- Maquillage : Lucia La Porta
- Société de production : Golden Star
- Pays de production :  Italie
- Langue originale : italien
- Format : couleurs par Eastmancolor - 2,35:1 - Son mono - 35 mm
- Durée : 85 minutes
- Genre : Drame
- Dates de sortie :
  - Italie : 27 juillet 1971

## Distribution
- Magda Konopka : Lilian
- Maria Pia Luzi (sous le nom de « Jane Avril ») : Jasmine
- Sergio Leonardi (it) : Scotch
- Antonio Casale (sous le nom d'« Anthony Vernon ») : homme de main de la mafia
- Barth Warren :
- Hassan Cheriff :
- Lise Keppler :
- Ge Willington :
- Claudie Lange :
- Beryl Cunningham :
- Alberto Chiarolla : Josè
- Vittorio Fanfoni :
- Sid Martinovic :
- Slavska Jovic :
- Luciano Pellegrino :

## Production
Tourné principalement en Tunisie, ce film est reconstruit à partir d'un téléfilm musical tourné par Cavallone plusieurs années auparavant qui n'avait jamais pu voir le jour.

## Accueil critique
« Même s'il reste un film mineur et pas forcément très représentatif du travail de Cavallone, Quickly spari e baci a colazione mérite tout de même l'attention de l'amateur ne serait ce que pour son atypisme et son grain de folie qui prouvent une fois de plus que le cinéaste surnommé le poète de l'extrême savait prendre des risques. Si en outre l'humour par l'absurde n'est pas une gêne, pourquoi donc s'en priver ici ? »

— Éric Draven